# Beatrice Ring
Pour les articles homonymes, voir Ring.
Beatrice Ring, née le 23 septembre 1965, est une actrice française ayant fait carrière dans le cinéma italien.

## Filmographie

### Actrice de cinéma
- 1981 : Nu de femme (Nudo di donna) de Nino Manfredi
- 1986 : Italian Fast Food de Lodovico Gasparini (it)
- 1988 : L'Antichambre de l'enfer (Una notte al cimitero) de Lamberto Bava
- 1989 : Interzone de Deran Sarafian
- 1987 : Sicilian Connection de Tonino Valerii
- 1988 : Zombi 3 de Lucio Fulci et Bruno Mattei
- 1989 : Rito d'amore d'Aldo Lado
- 1989 : Oublier Palerme (Dimenticare Palermo) de Francesco Rosi

### Réalisatrice et scénariste
- 1995 : Giovanni's World of Music